# LoRa

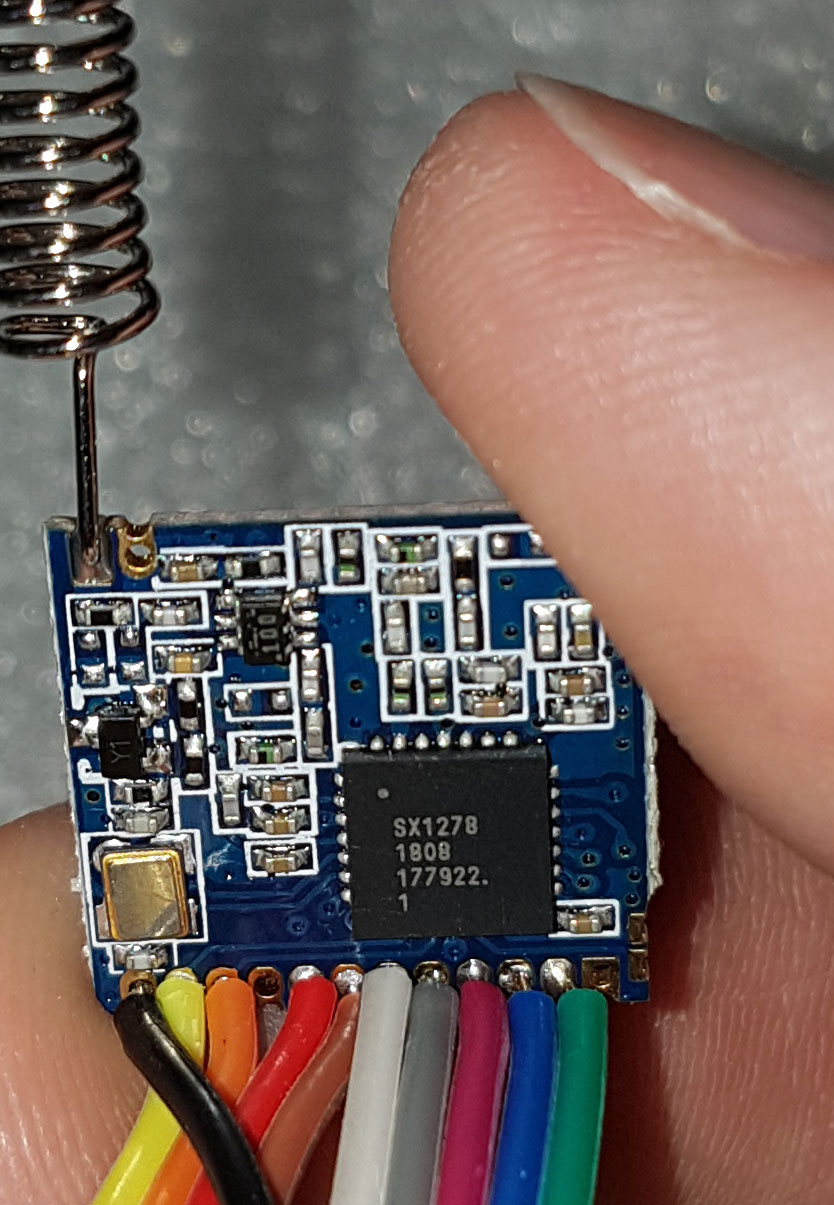
Модуль LoRa

LoRa (Long Range) — запатентованная, проприетарная технология модуляции маломощной сети передачи данных со скоростью 0,3-50 кб/с и дальностью от 1 до 15 км в нелицензируемом диапазоне частот. Используется для передачи данных в автономных датчиках экологического наблюдения и коммунальном хозяйстве. Коммерческий аналог непатентованной технологии DASH7.

## Описание
Основана на методах частотной модуляции с расширенным спектром, полученных на основе технологии chirp spread spectrum. Разработана Cycleo из Гренобля, и приобретена компанией Semtech, членом-основателем LoRa Alliance.

## Возможности
LoRa использует безлицензионные радиочастотные диапазоны ниже 1 ГГц:
- EU433 (433,05-434,79 МГц) и EU863-870 (863-870 / 873 МГц) в Европе
- AU915-928 / AS923-1 (915—928 МГц) в Австралии
- US902-928 (902—928 МГц) в Северной Америке
- IN865-867 (865—867 МГц) в Индии
- AU915-928 / AS923-1 и EU433 Юго-Восточной Азии.[4]

LoRa обеспечивает передачу на большие расстояния с низким энергопотреблением. Технология охватывает физический уровень, в то время как другие технологии и протоколы, такие как LoRaWAN (Long Range Wide Area Network), покрывают верхние уровни. Он может достигать скорости передачи данных от 0,3 кбит/сек до 50 кбит/сек в зависимости от коэффициента расширения.
Устройства LoRa имеют возможности геолокации, используемые для определения местоположения устройств методом трилатерации через временные метки от интернет-шлюзов.